# Carrera de Campeones (Brands Hatch)
La Carrera de Campeones fue una competencia de Fórmula 1 fuera del campeonato mundial disputada en Brands Hatch, Reino Unido. Su primera edición fue en 1965 y la última en 1983. Se realizaba en los meses de marzo o abril.
La primera edición fue ganada por Mike Spence (quien nunca ganó un Gran Premio puntuable). En las carreras de 1973 y 1974 también hubo monoplazas de Fórmula 5000 en la parrilla, siendo Peter Gethin el ganador de la edición de 1973 a bordo de un Chevron-Chevrolet de esta categoría. Tom Pryce fue el otro piloto que venció en esta prueba pero que nunca ganó una carrera dentro del campeonato.
La Carrera de Campeones de 1983 sería no solo la última edición de esta carrera, sino también el último Gran Premio de Fórmula 1 no puntuable para el campeonato llevado a cabo.

## Ganadores
| Año         | Piloto             | Constructor               |
| ----------- | ------------------ | ------------------------- |
| 1965        | Mike Spence        | Lotus-Climax              |
| 1966        | No se disputó.     | No se disputó.            |
| 1967        | Dan Gurney         | Eagle-Weslake             |
| 1968        | Bruce McLaren      | McLaren-Ford              |
| 1969        | Jackie Stewart     | Matra-Ford                |
| 1970        | Jackie Stewart     | March-Ford                |
| 1971        | Clay Regazzoni     | Ferrari                   |
| 1972        | Emerson Fittipaldi | Lotus-Ford                |
| 1973        | Peter Gethin       | Chevron-Chevrolet (F5000) |
| 1974        | Jacky Ickx         | Lotus-Ford                |
| 1975        | Tom Pryce          | Shadow-Ford               |
| 1976        | James Hunt         | McLaren-Ford              |
| 1977        | James Hunt         | McLaren-Ford              |
| 1978        | No se disputó.     | No se disputó.            |
| 1979        | Gilles Villeneuve  | Ferrari                   |
| 1980 - 1982 | No se disputó.     | No se disputó.            |
| 1983        | Keke Rosberg       | Williams-Ford             |
| Fuente:     |                    |                           |

## Galería
|                                             |
| Jack Brabham, cuarto en la carrera de 1970. |

|                                            |
| Jacky Ickx, ganador de la carrera de 1974. |

|                                           |
| Tom Pryce, ganador de la carrera de 1975. |

|                                            |
| James Hunt, ganador de la carrera de 1976. |

|                                            |
| James Hunt, ganador de la carrera de 1977. |